# 土田英介
土田 英介（つちだ えいすけ、1963年1月18日 - ）は、日本の作曲家、ピアニスト。桐朋学園大学作曲科教授。

## 経歴
北海道室蘭市出身。1985年東京芸術大学音楽学部作曲科卒業。同大学大学院修了。松村禎三、黛敏郎、川井学らに師事。大学在学中の1984年、『管弦楽のためのエッセイ』が日本音楽コンクール作曲部門管弦楽第1位となる。作曲活動のみならず、ピアニストとしても幅広く活動している。

## 受賞歴
- 1984年 - 長谷川賞
- 1994年 - 室蘭市文化賞

## 主要な作品

### 交響曲
- 交響的譚詩（1988年、第14回民音現代作曲音楽祭委嘱）

### 管弦楽曲
- 管弦楽のためのエッセイ（1984年）
- 光陰の空間から～オーケストラのための～（2001年）

### 協奏曲
- ヴァイオリン協奏曲（1998年、室蘭市白鳥大橋開通記念イベント市民実行委員会委嘱）

### 器楽曲・室内楽曲
- 追悼曲（1980年）
- ピアノ・ソナタ（1988 - 1991年、2006 - 2007年）
- ラプソディ～ヴァイオリンとピアノのための～（1991年）
- 前奏曲～クラリネットのための～（1992年）
- フルート・ヴィオラ・ピアノのためのトリオ（1993年）
- 弦楽四重奏曲（1994年）
- 幻想曲～フルートとピアノのための～（1996年）
- 悲しい夢（1996年）
- 抒情的変容～電子オルガンのための～（1998年）
- ピアノのための波動（2001年）
- ピアノ曲「揚羽蝶」（2001年）
- ムーブメント「そら」（2001年）
- ピアノのためのファンタジー第1番（2003年）
- ピアノのためのファンタジー第2番（2006年）
- ピアノのためのファンタジー第3番（2011年）

### 合唱曲
- 児童合唱組曲「あしたへ」（1994年、横浜市委嘱）
- 子守唄、子守唄よ～女声合唱のための～（1994年）
- 甃（いし）のうへ～女声合唱のための～（1996年）
- 立てよ汗の虹（1997年、かながわ・ゆめ国体実行委員会委嘱）
- 窓～混声合唱のための～（1998年）
- 女声合唱とピアノのための「音色は何色ですか? -作品と向き合うピアニストの孤独-」（2011年）
- 北海道室蘭市立室蘭西中学校校歌　（2013年）

### 放送音楽
- 「人間仏陀の生涯」（NHK-BS、1995年）

## 著書
- 「バッハ 平均律クラヴィーア曲集 第1巻 演奏のための分析ノート 1-2」音楽之友社、2012年